# ليندا
ليندا (الروسية: Линда) هي مغنية ورسامة ومغنية مؤلفة وكاتِبة وشاعرة روسية، ولدت في 29 أبريل 1977 في كنتاو في كازاخستان.

## وصلات خارجية
- الموقع الرسمي
- ليندا على موقع IMDb (الإنجليزية)
- ليندا على موقع ميوزك برينز (الإنجليزية)
- ليندا على موقع ديسكوغز (الإنجليزية)